# ان پترسون
ان پترسون (انگلیسی: Ann Peterson؛ زادهٔ june ۱۶, ۱۹۴۷ (۷۷ سال)) ورزشکار شیرجه اهل ایالات متحده آمریکا است.
وی در مسابقات کشوری و بین‌المللی در مجموع برندهٔ ۲ مدال برنز شده‌است.